# Donja Bejašnica
Donja Bejašnica (cyr. Доња Бејашница) – wieś w Serbii, w okręgu toplickim, w mieście Prokuplje. W 2011 roku liczyła 7 mieszkańców.